# آن أرنولد (رسامة)
آن أرنولد (بالإنجليزية: Ann Arnold)‏ هي رسامة بريطانية، ولدت في 1936، وتوفيت في 28 ديسمبر 2015.